# 竹内榮
竹内榮（たけうち さかえ、1910年6月29日 - 2006年5月25日）は、日本の工学者。専門は金属工学・金属学。理学博士。室蘭工業大学元学長。東北大学名誉教授。

## 略歴
宮城県出身で生後間もなく札幌市に移り住んだ。1933年北海道帝国大学工学部卒業。
北海道帝國大學工学部助手、東北帝国大学金属材料研究所助手、東北帝国大学工学部講師、同工学部助教授、1945年東北帝国大学工学部教授。その後、東北大学金属材料研究所所長、東北大学低温センターセンター長を歴任。1974年東北大学停年退官。同名誉教授。
芝浦工業大学工学部教授。1975年室蘭工業大学6代学長に就任。1979年室蘭工業大学を退官。芝浦工業大学工学部教授に再び就任。1989年芝浦工業大学を退職。
2006年5月25日、老衰のため死去。

## 主な業績
- 可知祐次と共著『活動度』（日本金属学会誌 14巻12号, 1951年）
- 『製鋼の基礎的反応に関する統計熱力学的研究-9-』（日本金属学会誌 19巻5号,1955年）
- 『チタンの溶融塩電解精製に関する実験的考察電解浴組成の影響について』（日本金属学会誌 28巻10号, 1964年）
- 吉岡達雄と共著『6p-K-6 パルス干渉法による液体金属の音速の測定』（日本物理学会年会講演予稿集 22巻3号, 1967年）
- 『陽電子-電子対消滅法による金属物性研究』（Radioisotopes 17巻12号, 1968年）
- 飯田孝道・森田善一郎と共著『細管法による純金属液体の粘度測定』（日本金属学会誌 39巻11号, 1975年
- 『金属学の将来展望』（日本金属学会会報 18巻7号, 1979年）
- 『金属液体の構造とその流動性』（日本金属学会誌 52巻11号, 1988年）